# USS LST-672
O USS LST-672 foi um navio de guerra norte-americano da classe LST que operou durante a Segunda Guerra Mundial.